# Acerodon humilis
Acerodon humilis is een vleermuis uit het geslacht Acerodon die voorkomt op de Talaudeilanden in het noordoosten van Indonesië. Deze soort was gedurende lange tijd slechts van enkele zeer oude exemplaren bekend, maar in 1999 werd een levende populatie ontdekt. Het is een kleine, bruine Acerodon-soort met ronde punten aan de oren. De voorarmlengte bedraagt 116 tot 131 mm, de tarsuslengte 53,5 tot 59,5 mm, de oorlengte 24 tot 24,7 mm en het gewicht 214 tot 307 mm.
Acerodon celebensis · Acerodon humilis · Filipijnse vliegende hond · Acerodon leucotis · Acerodon mackloti